# 木崎春
木崎 春（きざき はる、 1982年1月12日 - ）は、日本の女優。東京都出身。身長161cm。趣味は掃除。特技はジャズダンス。

## 出演作品

### 映画
- 豚の夢☆猫の欲望

### 舞台
- ダイアモンドの夜に会おう
- 小春よ、来い